# 흑드린강

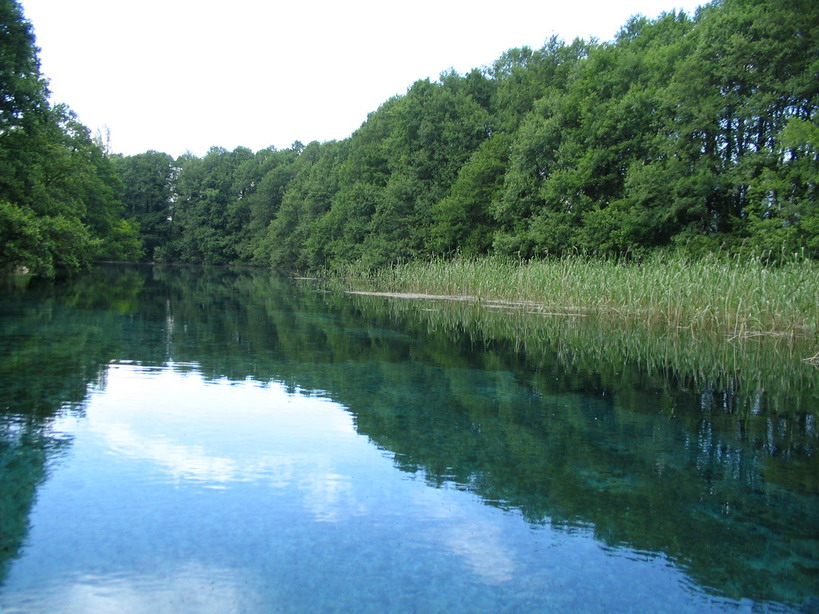
흑드린강

흑드린강(알바니아어: Drini i Zi 드리니 이 지, 마케도니아어: Црн Дрим 츠른 드림)은 북마케도니아와 알바니아를 흐르는 강으로 길이는 149 km, 유역 면적은 3,504 km2, 평균 유랑은 118 m3/s이다.
북마케도니아 스트루가에 위치한 오흐리드호에서 발원하여 쿠커스에서 백드린강과 함께 드린강에 합류한 다음에 아드리아해 방향으로 흘러간다. 하천의 전체 길이 가운데 약 56 km가 북마케도니아-알바니아 국경을 흐른다.